# Монтрит (Северна Каролина)
Монтрит (енгл. Montreat) град је у америчкој савезној држави Северна Каролина.

## Демографија
По попису из 2010. године број становника је 723, што је 93 (14,8%) становника више него 2000. године.
| Група             | 2000.       | 2010.       |
| Белци             | 598 (94,9%) | 654 (90,5%) |
| Афроамериканци    | 6 (1,0%)    | 37 (5,1%)   |
| Азијати           | 4 (0,6%)    | 5 (0,7%)    |
| Хиспаноамериканци | 9 (1,4%)    | 20 (2,8%)   |
| Укупно            | 630         | 723         |